# Daïra de Ghriss
La daïra de Ghriss est une circonscription administrative algérienne située dans la wilaya de Mascara. Son chef-lieu est situé sur la commune éponyme de Ghriss.

## Communes
La daïra regroupe les cinq communes de Ghriss, Makdha, Matemore, Sidi Boussaid et Maoussa.